# Wolf Nöhren
Wolf D. Nöhren, eigentlich Wolf-Dieter Nöhren (* 1944 in Murnau am Staffelsee), ist ein deutscher Architekt und Designer, der in Kaiserslautern lebt und arbeitet.

## Leben
Wolf Nöhren ging auf das humanistische Gymnasium in Bonn, absolvierte dann eine Bau- und Möbeltischlerlehre in Köln, studierte anschließend Architektur und war – während der Semesterferien – Mitarbeiter bei Fritz Wolters bei Planungen zum Regionalflughafen Münster, bei Paul Schneider-Esleben beim Neubau des Abfertigungsgebäudes des Flughafens Köln/Bonn und beim Planungsring Bonner Architekten beim Wettbewerb Landesbehördenhaus Bonn im Büro von Ernst van Dorp.
Dem Diplom folgte ein Promotionsstudium in Kunsthistorik und Baugeschichte, Philosophie und Erziehungswissenschaften, zunächst an der Universität Bonn, danach an der Universität Mainz. Zur Bonner Zeit war Nöhren auch als Bühnenbildner und Regisseur an der Studiobühne am Germanistischen Seminar der Uni-Bonn tätig und inszenierte We bombed in New Heaven von Joseph Heller.
Von 1970 bis 1973 war er in Köln Dozent für Baugeschichte und Entwurf bei Gernot Lucas an den Kölner Werkschulen, nebenberufliche Lehrkraft an der Fachoberschule für Gestaltung und Lehrbeauftragter im Fachbereich Architektur der Technischen Hochschule. Danach war er bis 1980 Mitarbeiter in der Architektengemeinschaft Planungsgruppe Stieldorf und als solcher beteiligt an folgenden Neubauprojekten:
- 1972–1976 Bundeskanzleramt (Bonn)[4] (Entwurf für den Innenausbau und das Mobiliar)
- 1973 Bundesministerium für Bildung und Forschung (Kreuzbauten) in Bad Godesberg (Ergänzungsbauten und Casino)
- 1974 Schloss Birlinghoven – Ausbauplanung für die GMD-Forschungszentrum Informationstechnik
- 1975 Funkhaus am Raderberggürtel (Deutsche Welle) und Funkhaus Köln (Deutschlandradio) (Ausführungs-Entwurf)
- 1976–1980 ZDF-Sendezentrum in Mainz-Lerchenberg (Fassade des Rundbaus und Teile des Innenausbaus)

1980 wechselte Nöhren als Entwurfsarchitekt für Rheinland-Pfalz und das Saarland in die Bauabteilung der Deutschen Bundesbank (Hauptverwaltung Mainz). Im Auftrag der Bundesbank fertigte er Vorentwürfe und Gutachten zu den Gebäuden in Mainz, Speyer, Kaiserslautern, Bitburg, Saarlouis, Saarbrücken und Homburg (Saar).
Bekannt wurde er durch die Planung und Durchführung der Bundesbank-Nebenstelle in Wittlich, eines ökologischen Baus mit Dachbegrünung, passiver Solarenergie und natürlicher Be- und Entlüftung.
1985 heiratete er die Philologin und freie Journalistin Luise Schlemmer M.A. in Kaiserslautern. Seine freie Zusammenarbeit mit der Bauabteilung der LZB-Mainz sowie Wettbewerbe und Aufträge für Wohngebäude in der Region Pfalz und Saarpfalz führt Nöhren stetig weiter.
Heute arbeitet Nöhren immer noch als selbstständiger, freier Architekt in seinem Büro in Kaiserslautern.
Wolf Nöhren war ein Freund und Kollege von Dieter Flimm. Zusammen gestalteten sie die Bühnenarchitektur für Alfred Bioleks Musik-Show Bios Bahnhof, die 1978–1984 vom WDR-Fernsehen gesendet wurde.

## Schriften
- Gartners Architekturkalender. 1986 (März und April)
- g l a s f o r u m, Heft 1/1988,   S. 17–24.
- … In: Deutsches Architektenblatt, Heft 9/1994, S. 1399.
- … In: Deutsches Architektenblatt, Heft 4/1996, S. 694.
- … In: Trierischer Volksfreund: "Hintergrund" vom 14. Juni 2023 :   ″Warum das LZB-Gebäude in Wittlich so besonders ist″.

## Auszeichnungen
- 1987: Teilnahme am „Deutschen Architekturpreis“ 1987
- 1988: Preis der Stadt Wittlich für „Vorbildliches Bauen“

## Sachverständiger Bürger
- im Bauherrenausschuss im Rat der Stadt Bonn
- im Planungsausschuss für den FH-Planungsraum Köln
- Vorprüfer und Beurteiler von Entwürfen für Neubaumaßnahmen im gesamten Bundesbankbereich